# Haepyeong-myeon
Haepyeong-myeon (koreanska: 해평면) är en socken i kommunen Gumi i provinsen Norra Gyeongsang i den centrala delen av Sydkorea, 195 km sydost om huvudstaden Seoul.